# 第31空挺旅団 (ドイツ連邦陸軍)
第31空挺旅団「オルテンブルク」（だい31くうていりょだん、ドイツ語：Luftlandebrigade 31 "Oldenburg"）は、かつてドイツ連邦陸軍にあった旅団の一つ。特殊作戦師団隷下にあって、旅団司令部をオルデンブルクに置き、旅団の部隊はニーダーザクセン州、多くはゼードルフに駐屯していた。旅団はドイツ連邦軍における安定化戦力の一部に指定されていた。

## 任務
旅団はドイツ国民の救出、避難および保護任務など専門性の高い任務に対応した。また、迅速な初動作戦のために72時間以内に出動できるよう待機していた。この他に縦深浸透作戦に対応できるよう専門能力を保持していた。旅団はドイツ連邦軍の安定化戦力の一部として国外における平和維持活動のために運用された。

## 部隊編制
- 旅団司令部および司令部中隊　在オルテンブルク
- 第310空挺偵察中隊　在ゼードルフ
- 第270空挺工兵中隊　在ゼードルフ
- 第313降下猟兵大隊　在ゼードルフ
- 第373降下猟兵大隊　在ゼードルフ
- 第272空挺支援大隊　在オルテンブルク（2個中隊）、在ゼードルフ（3個中隊）

## 歴史
第31空挺旅団はリップシュタットの第27空挺旅団とオルデンブルクの旧第31装甲擲弾兵旅団が合併して1993年4月1日に新編された。当時の大隊は1993年3月26日までに合併した。
- 第271降下猟兵大隊（イーザーローン）と第313装甲擲弾兵大隊（ファーレル）が合併し、第313降下猟兵大隊に（ファーレル）。
- 第273降下猟兵大隊（イーザーローン）と第314戦車大隊（オルデンブルク）が合併し、第314降下猟兵大隊に（オルデンブルク）。
- 第272降下対戦車防御大隊（ヴィルデスハウゼン）。旅団の第3大隊は不変であった

後に第314降下猟兵大隊は解隊され、第37猟兵旅団の部隊（第373降下猟兵大隊）を編入し第31空挺旅団の隷下におく。
1994年から2002年まで旅団は北大西洋条約機構の北東多国籍師団の一部であった。
軍縮のため第272降下対戦車防御大隊は第272空挺支援大隊に再編成される。旅団直轄部隊では2006年に衛生部（第1中隊）と補給部（第2中隊）が、司令部補給中隊および教育中隊と共に空挺支援大隊に集約される。
2007年まで旅団はドーベルルーク＝キルヒハインに所在していた。ファーレルとヴィルデスハウゼンの兵舎は閉鎖され、第31空挺旅団「オルデンブルク」の主力はゼードルフに移駐する。ゼードルフでは以前までオランダ軍の機械化旅団が使用していた兵舎を復旧して駐屯する。
旅団司令部と司令部中隊および第272空挺支援大隊の第1中隊と第2中隊はオルデンブルクのヘニング・フォン・トレスコウ兵舎に集約の上で駐屯する。移駐の主な理由は1999年から2000年にかけて建設された落下傘降下用設備が存在することであった。すなわち、部隊装備を修理・維持するための全般的な能力・施設、特に落下傘の洗浄・梱包などの整備、落下傘の保管、乾燥塔などの設備が存在することの他、旅団以外の同種の落下傘降下部隊（例としては海軍特殊任務部隊（SEK M）など）にも整備を提供できることにあった。また既存の自動開傘降下に対応する訓練施設をオルデンブルクに建設する事が決定される。
2010年に発表された連邦軍の編制改革を受け、旅団は2015年3月31日をもって廃止され、翌日付けで第1空挺師団隷下の第31空挺連隊として再出発した。これに先立ち、2014年9月18日に解散記念式典が催され、同年10月1日から部隊改変のための実作業が始められた。

## 歴代旅団長
| 代 | 氏名                                                                         | 着任           | 離任           |
| -- | ---------------------------------------------------------------------------- | -------------- | -------------- |
| 1  | フォルカー・レーヴ陸軍大佐 Volker Löw                                        | 1993年3月26日  | 1994年3月28日  |
| 2  | ベルント・ミュラー陸軍准将 Bernd Müller                                      | 1994年3月28日  | 1999年9月24日  |
| 3  | カール＝フーベルトゥス・フォン・バトラー陸軍准将 de:Carl-Hubertus von Butler | 1999年9月24日  | 2002年9月12日  |
| 4  | ハンス・ギュンター・エンゲル陸軍大佐 de:Hans Günter Engel                    | 2002年9月12日  | 2003年9月      |
| 5  | ライナー・ハートボルト陸軍准将 de:Rainer Hartbrod                            | 2003年10月24日 | 2005年         |
| 6  | ディーター・ヴァーネックル陸軍准将 de:Dieter Warnecke                        | 2005年         | 2008年6月1日   |
| 7  | フランク・ライデンベルガー陸軍准将 de:Frank Leidenberger                     | 2008年6月1日   | 2010年11月11日 |
| 8  | ラインハルト・ツドロプ陸軍准将 de:Reinhardt Zudrop                           | 2010年11月1日  | 2013年4月30日  |
| 9  | ゲルト・ガヴェレク陸軍准将 de:Gert Gawellek                                  | 2013年4月30日  | 2014年9月18日  |